# Los Sabandeños
Los Sabandeños son una agrupación de música popular canaria, nacida en 1965 en  Tenerife, Canarias. Son los segundos máximos exponentes de la música tradicional de las islas. Se hicieron especialmente populares por sus actuaciones con María Dolores Pradera.

## Historia
“Los Sabandeños” comienza su actividad musical en 1966. Han transcurrido ya más de 50 años desde que aquel grupo de amigos del entorno universitario de La Laguna decidiera formalizarse como agrupación e iniciara una labor musical ininterrumpida, reflejada en casi 70 trabajos discográficos; un valioso archivo sonoro que recoge parte del legado tradicional, además de canciones de creación propia y versiones adaptadas. No sólo han abordado los distintos géneros que componen el variado repertorio folklórico canario sino que, paralelamente, se han dedicado a difundir el rico cancionero latinoamericano y, más recientemente, el bolero, que para los estudiosos se ha conformado ya como un género propio de la música tradicional latina. Tal ha sido el impacto de la trayectoria sabandeña, que se han convertido en un obligado punto de referencia para la música tradicional, que va más allá del ámbito canario.
Fuera de las Islas Canarias, Los Sabandeños han llevado su música por toda la geografía nacional y han realizado conciertos en Bélgica, Italia, Portugal, Estados Unidos, México, República Dominicana, Puerto Rico, Cuba, Venezuela, Brasil, Uruguay, Argentina, Colombia. Sus discos, con más de 2.000.000 de copias vendidas, han sido editados en muchos de estos países, además de Japón.
Su primera etapa discográfica en Columbia incluyó hasta 1983 un total de 17 discos de larga duración, de los que destacaron los tres volúmenes de Antología de Folklore Canario, La Cantata del Mencey Loco, de gran impacto sociocultural, Seguidillas del Salinero, Misa Sabandeña, Sentencias del Tata Viejo, Guanche, Cantos Canarios, La Rebelión de los Gomeros, Canarios en la Independencia de Latinoamérica.
Tras la aparición en años sucesivos de seis nuevos trabajos en el sello discográfico canario Manzana, Los Sabandeños inician en 1990 una etapa que aborda más de lleno el género bolero y que se traduce en la grabación, en el sello Zafiro, de tres trabajos discográficos de gran repercusión: A la luz de la luna, Íntimamente, y Amor y Carnaval.
En su última etapa discográfica, de nuevo con Manzana, Producciones Discográficas, aparecen proyectos monográficos de gran éxito, que reúnen todos los estilos que el grupo ha cultivado a lo largo de su trayectoria musical. Trabajos como Canario, Atlántida, Bolero, Mar, Gardel, o 19 nombres de mujer han llegado a ser Doble Disco de Oro y Platino y han contado con colaboradores de la talla de Alfredo Kraus, Eduardo Falú, Daniel Viglietti, Mario Benedetti, Francisco Rabal, Olga Guillot, Alberto Cortez, María Dolores Pradera , Luis Eduardo Aute, Mercedes Sosa, entre otros.
En 1995, El País-Aguilar edita su biografía Los Sabandeños: El Canto de las Afortunadas. También en ese año son propuestos para el Premio Príncipe de Asturias de las Artes, con masivo apoyo popular e institucional.
A lo largo de su historia han participado en numerosos festivales, conciertos y recitales, tanto en el ámbito nacional como internacional. Destacar su participación en el Festival de Cosquín (Córdoba, Argentina) en enero de 1986, en el Amanecer Latino de la Playa de Las Teresitas (Tenerife), en Festival Son Latinos de Los Cristianos (Tenerife), donde actuaron ante más de trescientas mil personas y en Miami en mayo de 1995. En febrero de 1996 actúan en el Palacio de la Música Catalana de Barcelona, que retransmitió TVE y se recogió en un CD llamado 30 Años cantándole al Mundo - Concierto del Palau. Realizaron un concierto en la Expo’98 de Lisboa y participaron en el Festival Internacional de Boleros “Beny Moré”, en La Habana y Cienfuegos, Cuba, o los efectuados en Cartagena de Indias, Colombia, en el año 2005, con motivo del hermanamiento de dicha ciudad con la de San Cristóbal de La Laguna.
En el 2006 graban el disco Al cabo del tiempo junto a María Dolores Pradera, en el que interpretan destacados boleros como Perfidia o Noche de Ronda y algunas canciones del folclore canario como Palmero sube a la palma entre otras.
Durante los años 2007 y 2008 se han sucedido las giras y conciertos, en España y en otros países (como Chile). Cabe destacar el concierto ofrecido en la Expo de Zaragoza (agosto de 2008), al que acudieron unas 15.000 personas. También han editado varios trabajos discográficos que recogen lo mejor de su repertorio en estos más de 40 años. El disco de 2008, Personajes, es un homenaje a varios personajes de diversos países, en el que se incluyen colaboraciones con músicos canarios como Caco Senante, Pedro Guerra, Carlos Aguirre, etcétera.
En el 2009 editaron "Lo que da la parra" y durante ese mismo año, su disco Te canto un bolero, en colaboración con María Dolores Pradera, obtuvo una nominación a los Grammy Latinos, en la categoría "Mejor álbum tropical tradicional", pese a no venir de una área tropical.
En el Festival Internacional de Medio Ambiente Langaia de 2010 presentan en la isla de Lanzarote el disco Amoríos.
En 2020, Los Sabandeños fueron los pregoneros de las fiestas de la Virgen de Candelaria, patrona de Canarias.

## Discografía
| Título                                                     | Año  |
| ---------------------------------------------------------- | ---- |
| Folías Parranderas                                         | 1966 |
| Isas y estribillos                                         | 1967 |
| Estampa Herreña                                            | 1968 |
| Los Sabandeños                                             | 1968 |
| Los Sabandeños                                             | 1969 |
| Antología del Folklore Canario Volumen 1                   | 1970 |
| Misa Sabandeña                                             | 1970 |
| Cantan a Hispanoamérica Volumen 1                          | 1971 |
| Antología del Folklore Canario Volumen 2                   | 1972 |
| Antología del Folklore Canario Volumen 3                   | 1973 |
| Cantan a Hispanoamérica Volumen 2                          | 1973 |
| Cantan a Hispanoamérica Volumen 3                          | 1974 |
| Cantata del Mencey Loco                                    | 1975 |
| Sentencias del Tata Viejo                                  | 1975 |
| A Cuba                                                     | 1976 |
| Guanche                                                    | 1977 |
| Las Seguidillas del Salinero                               | 1977 |
| Canarios en la Independencia de Latinoamérica              | 1979 |
| Cantos Canarios                                            | 1980 |
| San Borondón                                               | 1980 |
| Boleros Canarios de Amor y Trabajo                         | 1982 |
| La Rebelión de Los Gomeros                                 | 1983 |
| Cadena de Isas                                             | 1984 |
| Llamarme Guanche                                           | 1985 |
| Homenaje Canarias y Venezuela                              | 1986 |
| En Directo                                                 | 1987 |
| En Concierto                                               | 1988 |
| Lo Mejor de Los Sabandeños Volumen 1                       | 1988 |
| Lo Mejor de Los Sabandeños Volumen 2                       | 1988 |
| Lo Mejor de Los Sabandeños Volumen 3                       | 1988 |
| Americanarias                                              | 1989 |
| Historia de Los Sabandeños                                 | 1989 |
| 25 Aniversario                                             | 1990 |
| A la Luz de la Luna                                        | 1990 |
| Grandes Éxitos                                             | 1991 |
| Íntimamente                                                | 1991 |
| Amor y Carnaval                                            | 1992 |
| Canario                                                    | 1993 |
| Romántico                                                  | 1993 |
| Atlántida                                                  | 1994 |
| Clásicos Canarios                                          | 1994 |
| Bolero                                                     | 1995 |
| Grandes Éxitos                                             | 1995 |
| Sus Mayores Éxitos                                         | 1995 |
| Bolero Edición USA Volumen 1                               | 1996 |
| Bolero Edición USA Volumen 2                               | 1996 |
| 30 Años Cantándole al Mundo                                | 1996 |
| Mar                                                        | 1996 |
| Atlántida y Otros Grandes Éxitos                           | 1997 |
| Gardel                                                     | 1997 |
| 19 Nombres de Mujer                                        | 1998 |
| Tierra Agua Mar Fuego                                      | 1998 |
| Canarias Canta                                             | 1999 |
| Platino                                                    | 1999 |
| Tres Reyes Magos                                           | 2000 |
| Al Aire de un Bolero                                       | 2001 |
| Grandes Éxitos                                             | 2001 |
| La Música y la Palabra                                     | 2001 |
| Teide y Nublo                                              | 2001 |
| Con Latinoamérica                                          | 2002 |
| Grandes Duetos                                             | 2003 |
| Antología                                                  | 2003 |
| Cuba profunda                                              | 2005 |
| Al cabo del tiempo (con María Dolores Pradera)             | 2006 |
| Diamante                                                   | 2006 |
| 40 Años en Concierto                                       | 2007 |
| Personajes                                                 | 2008 |
| Te Canto un Bolero (con María Dolores Pradera)             | 2008 |
| Lo que da la Parra                                         | 2008 |
| Misa Sabandeña                                             | 2009 |
| Amoríos                                                    | 2010 |
| Sus 50 Mejores Canciones                                   | 2011 |
| La Huella del Guanche (con Orquesta Sinfónica de Tenerife) | 2012 |
| 60 Canciones de Oro                                        | 2012 |
| A Viva Voz                                                 | 2013 |
| Patrimonio                                                 | 2013 |
| Lo Mejor de...                                             | 2013 |
| Manta y Estameña                                           | 2013 |
| Antología Del Folklore Canario (1)                         | 2014 |
| Antología Del Folklore Canario (2)                         | 2014 |
| Antología Del Folklore Canario (3)                         | 2014 |
| Atlántico                                                  | 2016 |
| Son Boleros                                                | 2017 |
| Viejo y Nuevo                                              | 2019 |
| Esencial Los Sabandeños                                    | 2019 |
| Ellas                                                      | 2022 |